# سامسونج جالكسي إس 22
سامسونج جالكسي إس 22 (بالإنجليزية: Samsung Galaxy S22)‏ هي عبارة عن سلسلة من الهواتف الذكية التي تعمل بنظام أندرويد، والتي تم تصميمها، تطويرها، تسويقها، وتصنيعها بواسطة سامسونج للإلكترونيات كجزء من سلسلة سامسونج جالكسي إس. تعمل بشكل جماعي كخَلَف لسلسلة سامسونج جالكسي إس 21.
تاريخ الإصدار 2022 فبراير

## إصدارات
جالكسي اس 22
جالكسي اس 22+
جالكسي اس 22 الترا

## تصميم
تتميز سلسلة جالكسي إس 22 بتصميم مشابه للهواتف السابقة من سلسلة إس، مع شاشة إنفينتي-أو (Infinity-O) التي تحتوي على فتحة دائرية في الجزء العلوي الأوسط لكاميرا سيلفي الأمامية. تستخدم جميع الطرز الثلاثة غوريلا غلاس فيكتوس+ (+Gorilla Glass Victus) للوحة الخلفية، على عكس سلسلة إس 21 التي تحتوي على بلاستيك على إس 21 العادي. تحتوي مصفوفة الكاميرا الخلفية في إس 22 وإس 22 بلس على محيط معدني مدمج في الجسم، بينما يحتوي إس 22 ألترا على نتوء عدسة منفصل لكل عنصر من عناصر الكاميرا.
| جالكسي إس 22 | جالكسي إس 22 | جالكسي إس 22       | جالكسي إس 22بلس | جالكسي إس 22بلس | جالكسي إس 22بلس    | جالكسي إس 22 ألترا | جالكسي إس 22 ألترا      | جالكسي إس 22 ألترا |
| لون          | اسم          | حصريًا عبر الإنترنت | لون             | اسم             | حصريًا عبر الإنترنت | لون                | اسم                     | حصريًا عبر الإنترنت |
|              | أبيض سرابي   | No                 |                 | أبيض سرابي      | No                 |                    | أبيض سرابي              | No                 |
|              | أسود سرابي   | No                 |                 | أسود سرابي      | No                 |                    | أسود سرابي              | No                 |
|              | أخضر         | No                 |                 | أخضر            | No                 |                    | أخضر                    | No                 |
|              | ذهب وردي     | No                 |                 | ذهب وردي        | No                 |                    | برغندي                  | No                 |
|              | غرافيت       | Yes                |                 | غرافيت          | Yes                |                    | غرافيت مع إطار أسود     | Yes                |
|              | أزرق سماوي   | Yes                |                 | أزرق سماوي      | Yes                |                    | أزرق سماوي مع إطار أسود | Yes                |
|              | كريمي        | Yes                |                 | كريمي           | Yes                |                    | أحمر مع إطار أسود       | Yes                |
|              | بنفسجي       | Yes                |                 | بنفسجي          | Yes                |                    |                         |                    |

## مواصفات

### معدات

#### شرائح (SoC)
يتكون خط إس 22 من ثلاثة نماذج بمواصفات أجهزة مختلفة. تستخدم طرز إس 22 الدولية إكسينوس 2200، بينما تستخدم الموديلات الأمريكية، الكندية، الصينية، الهندية وبعض المناطق كوالكم سناب دراغون 8 جيل 1.

#### شاشة
تتميز سلسلة إس 22 بشاشات «دايناميك أموليد 2 إكس» مع دعم إتش دي أر 10+ وتقنية «رسم الخرائط الديناميكية». تستخدم جميع الطرز مستشعر بصمة الإصبع بالموجات فوق الصوتية من الجيل الثاني.
| نموذج       | حجم العرض (بوصة) | دقة العرض   | أقصى معدل تحديث | معدل التحديث المتغير | شكل          |
| ----------- | ---------------- | ----------- | --------------- | -------------------- | ------------ |
| إس 22       | 6.1              | 2340 × 1080 | 120 هرتز        | 10 هرتز إلى 120 هرتز | جوانب مسطحة  |
| إس 22+      | 6.6              | 2340 × 1080 | 120 هرتز        | 10 هرتز إلى 120 هرتز | جوانب مسطحة  |
| إس 22 ألترا | 6.8              | 3088 × 1440 | 120 هرتز        | 1 هرتز إلى 120 هرتز  | جوانب منحنية |

#### تخزين
| نوع    | جالكسي إس 22  | جالكسي إس 22  | جالكسي إس 22+ | جالكسي إس 22+ | جالكسي إس 22 ألترا | جالكسي إس 22 ألترا |
| ------ | ------------- | ------------- | ------------- | ------------- | ------------------ | ------------------ |
|        | ذاكرة عشوائية | تخزين         | ذاكرة عشوائية | تخزين         | ذاكرة عشوائية      | تخزين              |
| بديل 1 | 8 جيجا بايت   | 128 جيجا بايت | 8 جيجا بايت   | 128 جيجا بايت | 8 جيجا بايت        | 128 جيجا بايت      |
| بديل 2 | 8 جيجا بايت   | 256 جيجا      | 8 جيجا بايت   | 256 جيجا      | 12 جيجابايت        | 256 جيجا           |
| بديل 3 | -             | -             | -             | -             | 12 جيجابايت        | 512 جيجا بايت      |
| بديل 4 | -             | -             | -             | -             | 12 جيجابايت        | 1 تيرابايت         |

يقدم إس 22 وإس 22+ 8 غيغابايت من ذاكرة الوصول العشوائي مع 128 غيغابايت و 256 خيارات جيجابايت للتخزين الداخلي. يحتوي S22 ألترا على 8 غيغابايت من ذاكرة الوصول العشوائي مع 128 جيجا بايت بالإضافة إلى 12 خيار غيغابايت مع 256 جيجابايت، 512 جيجا بايت و 1 خيارات تيرا بايت للتخزين الداخلي. جميع الطرز الثلاثة تفتقر إلى فتحة بطاقة مايكرو إس دي.

#### بطاريات
تحتوي سلسلة هواتف جالكسي إس 22على بطاريات إل آي-بو غير قابلة للإزالة، 3700  مللي أمبير لجالكسي إس 22، 4500 مللي أمبير لجالكسي إس 22+، و5000 مللي أمبير لجالكسي إٍ 22 ألترا. يدعم إس 22 الشحن السلكي عبر يو إس بي-سي حتى 25 واط (باستخدام يو إس بي باور دليفري) بينما يتمتع إس 22+ وإس 22 ألترا بشحن أسرع 45 واط. الثلاثة لديهم شحن استقرائي كيو آي يصل إلى 15 واط. تتمتع الهواتف أيضًا بالقدرة على شحن الأجهزة الأخرى المتوافقة مع كيو آي من طاقة البطارية الخاصة بـإس 22، والتي تحمل العلامة التجارية «وايرليس باور-شير» (Wireless PowerShare)، حتى 4.5 واط.

#### اتصال
جميع الهواتف الثلاثة تدعم شبكات 5G SA/NSA. يدعم جالكسي إس 22 Wi-Fi 6 وبلوتوث 5.2، بينما يدعم جالكسي إس 22+ و S22 ألترا Wi-Fi 6E وبلوتوث 5.2. يدعم طرازا إس 22+ و S22 ألترا أيضًا النطاق العريض للغاية (UWB) للاتصالات قصيرة المدى المشابهة لـ NFC (يجب عدم الخلط بينه وبين 5G mmWave، والذي يتم تسويقه على أنه نطاق عريض للغاية بواسطة فيرايزون). تستخدم سامسونج هذه التقنية لميزة «سمارت ثينغز فايد» (SmartThings Find) الجديدة و سامسونج جالكسي سمارت تاغ+.

#### كاميرات
| نوع                   | نوع       | جالكسي إس 22 وإس 22+                                            | جالكسي إس 22 ألترا                                              |
| --------------------- | --------- | --------------------------------------------------------------- | --------------------------------------------------------------- |
| واسع                  | المواصفات | 50 ميجابكسل، f / 1.8,24 ملم، 1 / 1.56 "، ثنائي البكسل PDAF ،OIS | 108 ميجابكسل، f / 1.8,24 ملم، 1 / 1.33 "، PDAF ،Laser AF ،OIS   |
| واسع                  | نموذج     | سامسونج S5KGN5                                                  | سامسونج S5KHM3                                                  |
| فائقة واسعة           | المواصفات | 12 ميجابكسل، f / 2.2,13 ملم، 1 / 2.55 "، تركيز ثابت             | 12 ميجابكسل، f / 2.2,13 ملم، 1 / 2.55 "، ثنائي البكسل PDAF      |
| فائقة واسعة           | نموذج     | سامسونج S5K2LA                                                  | سوني IMX563                                                     |
| تليفوتوغرافي          | المواصفات | 10 ميجابكسل، f / 2.4، 70 ملم، 1 / 3.94 "، PDAF ،OIS             | 10 ميجابكسل، f / 2.4,70 ملم، 1 / 3.52 "، ثنائي البكسل PDAF ،OIS |
| تليفوتوغرافي          | نموذج     | ؟                                                               | ؟                                                               |
| بيريسكوب تليفوتوغرافي | المواصفات | -                                                               | 10 ميجابكسل، f / 4.9,240 مم، 1 / 3.52 "، ثنائي البكسل PDAF ،OIS |
| بيريسكوب تليفوتوغرافي | نموذج     | -                                                               | ؟                                                               |
| أمامي                 | المواصفات | 10 ميجابكسل، f / 2.2 26 ملم، 1 / 3.24 "، PDAF                   | 40 ميجابكسل، f / 2.2، 26 ملم، 1 / 2.8 "، PDAF                   |
| أمامي                 | نموذج     | سوني IMX374                                                     | سامسونج S5KGH1                                                  |

يحتوي إس 22 وإس 22+ على مستشعر عريض 50 ميجابكسل ومستشعر تليفوتوغرافي بدقة 10 ميجابكسل مع تقريب بصري 3x ومستشعر فائق السرعة بدقة 12 ميجابكسل. يحتفظ S22 ألترا بمستشعر سلفه بدقة 108 ميجابكسل مع 12 بت HDR. يحتوي أيضًا على مستشعرين للتصوير عن بُعد بدقة 10 ميجابكسل مع تقريب بصري 3x و 10x بالإضافة إلى مستشعر فائق السرعة بدقة 12 ميجابكسل. تستخدم الكاميرا الأمامية مستشعر 10 ميجابيكسل في S22 و S22+، ومستشعر 40 ميجابيكسل في إس 22 ألترا.
يمكن لسلسلة جالكسي إس 22 تسجيل فيديو HDR10+ ودعم تنسيق ملف صورة عالي الكفاءة.

##### أوضاع الفيديو المدعومة
تدعم سلسلة سامسونج جالكسي إس 22 أوضاع الفيديو التالية:
- 8K@24 إطارًا في الثانية (ربما يصل إلى 30 إطارًا في الثانية على S22 ألترا)
- 4K@30/60 إطارًا في الثانية
- 1080p@30/60/240 إطارًا في الثانية
- 720p@960fps (480 إطارًا في الثانية محرف إلى 960 إطارًا في الثانية على S22 ألترا)

يمكن أن تعمل الإطارات الثابتة المستخرجة من لقطات عالية الدقة كصور فوتوغرافية قائمة بذاتها.

### برمجة
تم إصدار هواتف إس 22 مع أندرويد 12 (One UI 4.1) وخدمات جوجل للجوال، مع برنامج ون يو آي (One UI) من سامسونج. يستخدمون جميعًا سامسونج نوكس لتحسين أمان الجهاز، وهناك إصدار منفصل للاستخدام المؤسسي.